# Otocyon megalotis

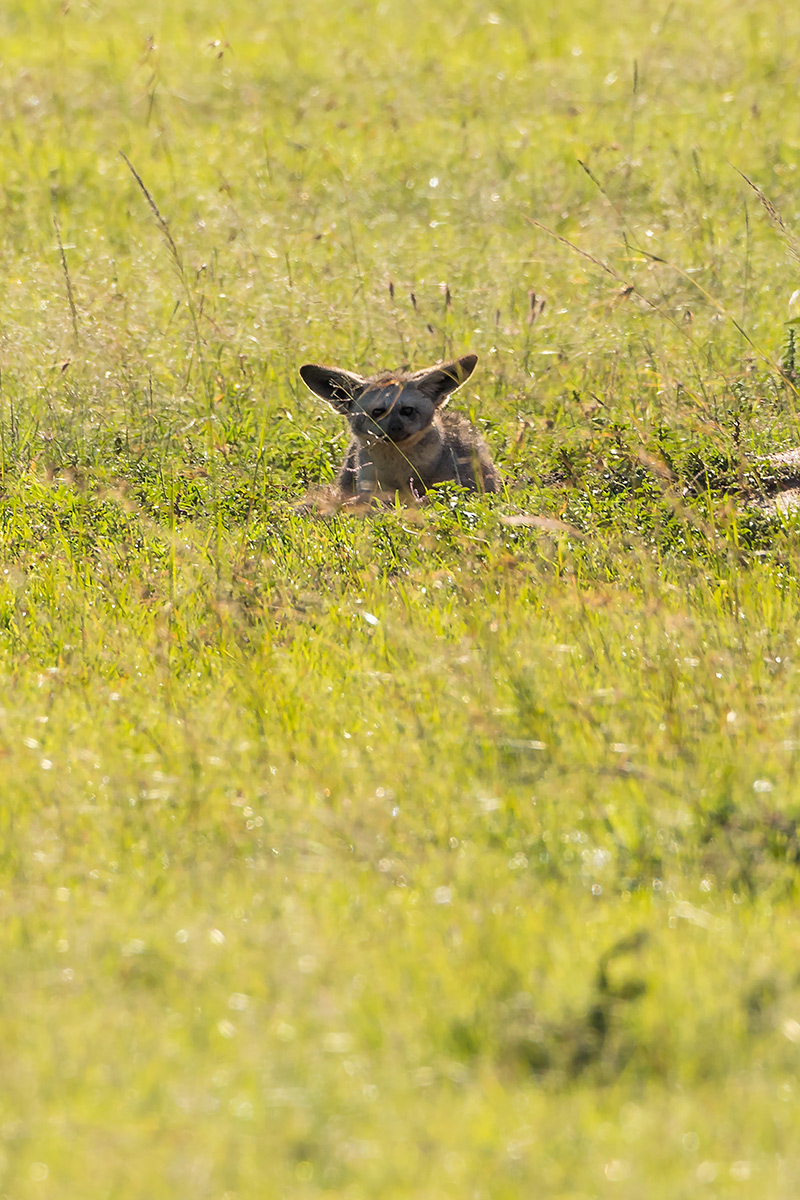
Raposa-orelha-de-morcego na Reserva Nacional Masai Mara

O otócion (Otocyon megalotis), também chamado de raposa-orelhuda é um mamífero canídeo nativo da África. É a única espécie viva do gênero Otocyon e considerada uma espécie de canídeo basal. Registros fósseis mostram que este canídeo apareceu pela primeira vez durante o Pleistoceno Médio.
Os nome comuns raposa-orelhuda ou raposa-orelhas-de-morcego foram dados devido às suas orelhas grandes, que desempenham um papel na termorregulação.

## Taxonomia
O otócion representa a única espécie viva do gênero Otocyon. Seu nome científico, dado por Anselme Gaëtan Desmarest, foi inicialmente Canis megalotis, devido à sua grande semelhança com o chacal, e mais tarde alterado por Salomon Müller, sendo colocado em seu próprio gênero, Otocyon, pois suas grandes orelhas e sua fórmula dental única garatem sua inclusão em um gênero distinto de Canis e de Vulpes. O nome genérico Otocyon é derivado das palavras gregas otus para (orelha) e cyon para (cachorro), enquanto o nome específico megalotis vem das palavras mega (grande) e otus (orelha).
Também devido à sua dentição diferente, o otócion foi previamente colocado em uma subfamília distinta de canídeos, Otocyoninae, já que nenhuma relação com qualquer espécie viva de canídeo pôde ser estabelecida. No entanto, de acordo com pesquisas mais recentes, esta espécie é considerada como tendo afinidades com a linhagem Vulpine, e Otocyon foi colocado com alta confiança como irmão do clado que contém o cão-guaxinim (Nyctereutes) e raposas-verdadeiras (Vulpes), ocupando uma posição basal dentro de Canidae.

### Subespécies
Atualmente, há duas subespécies reconhecidas:
- Otocyon megalotis canescens (Cabrera, 1910) — encontrado na África Austral
- Otocyon megalotis megalotis (Desmarest, 1822) — encontrado na África Oriental

## Descrição
Os otócions são canídeos relativamente pequenos, variando em peso de 3 kg a 5,3 kg. O comprimento da cabeça e do corpo é de 46–66 cm, o comprimento da cauda é de 23–34 cm, a altura do ombro é de 30–40 cm, e as orelhas notavelmente grandes têm 11–13 cm de comprimento.
Geralmente, a pelagem é cinza-amarelada, dando sua aparência grisalha, com um tom mais amarelo-claro nas laterais. A parte inferior e a garganta são pálidas. Os membros são escuros, passando a marrom-escuro ou preto em suas extremidades. O focinho, máscara facial, a ponta e parte superior da cauda são pretas. O interior das orelhas é branco. Indivíduos das subespécies da África Oriental, O. m. virgatus, tendem para uma pelagem amarelo-claro com manchas marrons escuras, em oposição às manchas pretas de O. m. megalotis. Suas orelhas grandes são uma característica compartilhada por muitos outros habitantes de climas quentes e áridos, ajudando a distribuir o calor, e também ajudam na localização de presas.

## Alcance e distribuição
O otócion tem uma distribuição desconexa nas regiões áridas e semi-áridas da África Oriental e Austral, em duas populações alopátricas (representando cada uma das subespécies reconhecidas) separadas por aproximadamente 1.000 km. Subespécie O. m. virgatus se estende do sul do Sudão, Etiópia e Somália, através de Uganda e Quênia até o sudoeste da Tanzânia; O. m. megalotis ocorre na parte sul da África, variando de Angola através da Namíbia e Botswana à África do Sul, e se estende até o leste de Moçambique e Zimbábue, se espalhando para a Península do Cabo e para o Cabo das Agulhas. As áreas residenciais variam em tamanho de 0,3 a 3,5 km km2. Não há registros confirmados na Zâmbia.

## Habitat
O otócion é adaptado a ambientes áridos ou semi-áridos. É comumente encontrado em pastagens curtas, bem como nas regiões mais áridas das savanas, ao longo das bordas da floresta e em florestas abertas de acácia.  Prefere solo descoberto e áreas onde a grama é mantida curta por ungulados pastando. Ele tende a caçar nesses hábitats de grama baixa e arbustos baixos; no entanto, ele pode usar áreas com grama alta e arbustos grossos para se esconder quando ameaçado.
Além de criar seus filhotes em tocas, as raposas-orelhas-de-morcego usam tocas para se protegerem de temperaturas e ventos extremos. Elas também ficam sob as acácias na África do Sul para buscar sombra durante o dia.

## Dieta

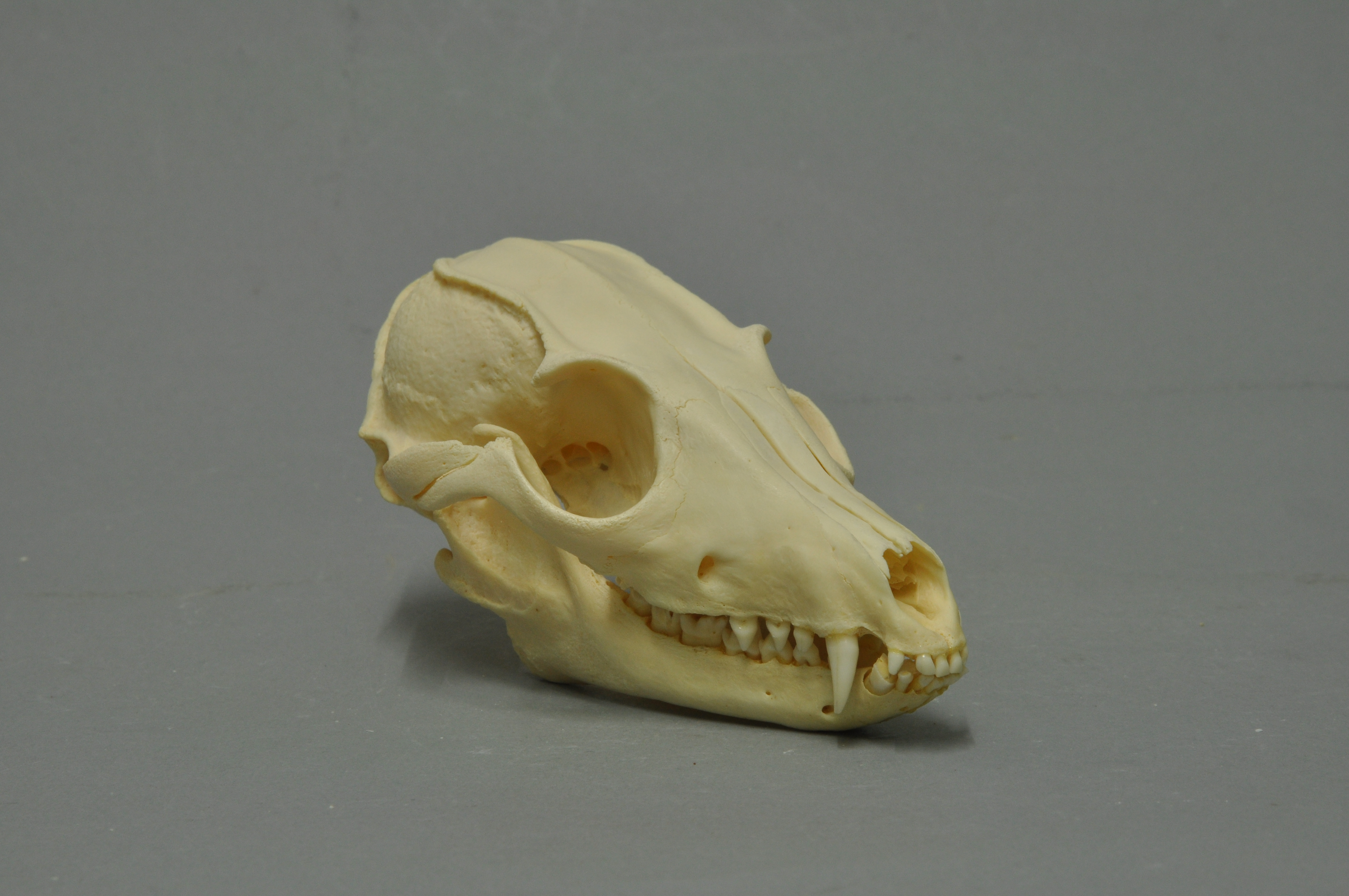
Crânio de otócion

O otócion é considerado o único canídeo verdadeiramente insetívoro, com uma preferência marcante por da espécie Hodotermes mossambicus, que podem constituir 80-90% de sua dieta.
Quando esta espécie particular de cupim não está disponível, sua dieta oportunista permite que uma grande variedade de itens alimentares sejam ingeridos: eles podem consumir outras espécies de cupins, outros artrópodes como formigas, besouros, grilos, gafanhotos, centopeias, mariposas , escorpiões, aranhas e, raramente, pássaros, pequenos mamíferos, répteis e fungos (a trufa do deserto Kalaharituber pfeilii). Bagas, sementes e frutas silvestres também são consumidas. Geralmente, suas necessidades de água são atendidas pelo alto teor de água de sua dieta, mas a água constitui um recurso crítico durante a lactação.

### Adaptações
Os dentes do otócion são muito menores e mais reduzidos na formação da superfície de cisalhamento do que os dentes de outras espécies canídeos. Esta é uma adaptação à sua dieta insetívora. Os dentes não são a única adaptação morfológica para sua dieta. No maxilar inferior, uma saliência ancora o grande músculo digástrico para permitir a mastigação rápida. Esse músculo também é modificado para abrir e fechar a mandíbula cinco vezes por segundo.

### Forageamento
Otócions geralmente caçam em grupos, frequentemente se dividindo em pares, com subgrupos separados movendo-se pela mesma área geral. Quando os cupins são abundantes, ocorrem agregações alimentares de até 15 indivíduos de diferentes famílias.
A presa é localizada principalmente através da audição, em vez do olfato ou visão. Os padrões de forrageamento variam entre as estações e as populações e coincidem com a disponibilidade de cupins. Na África oriental, o forrageamento noturno é a regra, enquanto no sul da África, o forrageamento noturno durante o verão muda lentamente para um padrão quase exclusivamente diurno durante o inverno. As técnicas de forrageamento dependem do tipo de presa, mas o alimento geralmente é localizado caminhando lentamente, o nariz próximo ao solo e as orelhas inclinadas para frente.

## Comportamento
O otócion é um animal altamente social. Ele vive em pares ou forma grupos com frequência, e suas áreas se sobrepõem substancialmente ou pouco. No sul da África, vivem em pares monogâmicos com filhotes, enquanto as populações da África oriental podem viver em pares ou grupos familiares estáveis, que consistem em um macho, até três fêmeas e os filhotes.
Os indivíduos se alimentam, brincam e descansam juntos em um grupo, o que ajuda na proteção contra predadores. Eles participam de sessões de catação social frequentes e estendidas, que servem para fortalecer a coesão do grupo, principalmente entre adultos maduros, mas também entre adultos jovens e adultos maduros.

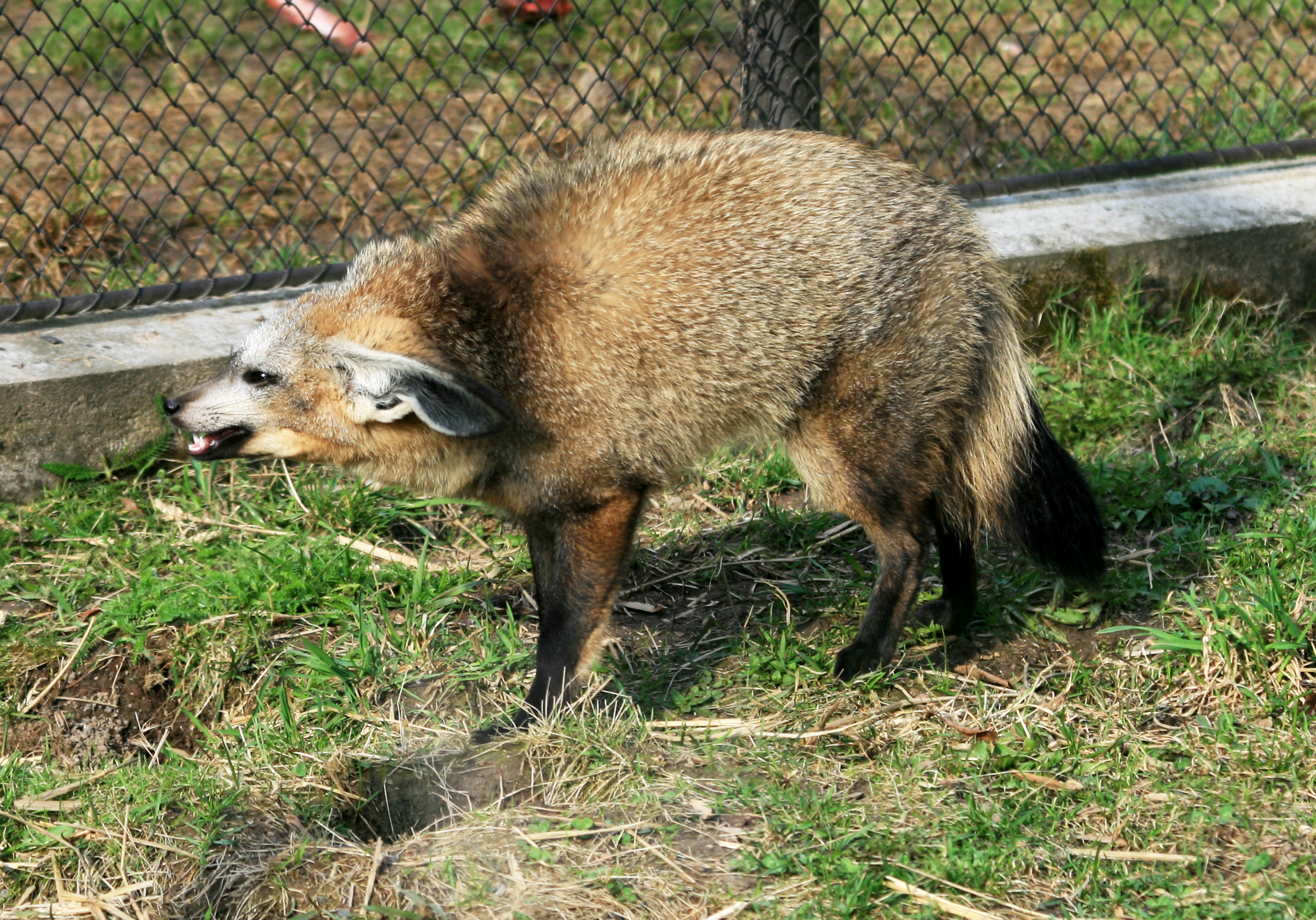
Otócion em posição de ameaça.

As exibições visuais são muito importantes na comunicação entre otócions. Quando eles estão olhando atentamente em alguma coisa, a cabeça está erguida, os olhos abertos, as orelhas eretas e voltadas para a frente e a boca fechada. Quando um indivíduo está ameaçado ou mostrando submissão, as orelhas são puxadas para trás e encostadas na cabeça e a cabeça baixa. A cauda também desempenha um papel na comunicação. Quando um indivíduo está afirmando domínio ou agressão, sentindo-se ameaçado, brincando ou sendo sexualmente excitado, a cauda é arqueada em forma de U invertido. Os indivíduos também podem usar a piloereção, que ocorre quando os cabelos individuais estão em pé, para fazer com que pareçam maiores quando confrontados com ameaças extremas. Ao correr, perseguir ou fugir, a cauda é reta e horizontal. O otócion pode reconhecer indivíduos a até 30 m de distância. O processo de reconhecimento tem três etapas: primeiro eles ignoram o indivíduo, depois olham fixamente e, finalmente, se aproximam ou atacam sem exibições. Ao cumprimentar outro, o indivíduo que se aproxima mostra submissão simbólica que é recebida pelo outro indivíduo com cabeça alta e cauda para baixo. Poucas vocalizações são usadas para comunicação, mas chamadas de contato e chamadas de alerta são usadas, principalmente durante o inverno. Secreções glandulares e arranhões, exceto para cavar, estão ausentes na comunicação.

## Reprodução
O otócion é predominantemente monogâmico, embora também possa ocorrer poliginia. Em contraste com outros canídeos, o otócion tem uma inversão nos papéis parentais, com o macho assumindo a maior parte do comportamento de cuidado parental. A gestação dura de 60 a 70 dias e as fêmeas dão à luz ninhadas que consistem em um a seis filhotes. Além da lactação, que dura de 14 a 15 semanas, os machos cuidam de escovar, defender, amontoar, acompanhar e carregar os filhotes entre as tocas. Além disso, as taxas de cuidado parental masculino mostraram uma correlação direta com as taxas de sobrevivência dos filhotes. A fêmea busca alimentos, que usa para manter a produção de leite, da qual os filhotes dependem fortemente. A comida forrageada pela fêmea não é devolvida aos filhotes ou regurgitada para alimentá-los.
Filhotes na região de Kalahari nascem de setembro a novembro e os da região de Botswana nascem de outubro a dezembro. Jovens se dispersam e deixam seus grupos familiares aos 5–6 meses de idade e atingem a maturidade sexual aos 8–9 meses.

## Ameaças e conservação
O otócion tem algum uso comercial para humanos. Eles são importantes para o controle da população de cupins colhedores, pois os cupins são considerados pragas. Eles também foram caçados por sua pele por nativos de Botsuana. Ameaças adicionais às populações incluem doenças e secas que podem prejudicar as populações de presas; no entanto, não existem grandes ameaças para as populações de raposas-orelhudas.